# Louisa (Virginie)
Pour les articles homonymes, voir Louisa.
La ville américaine de Louisa est le siège du comté de Louisa, dans l’État de Virginie. Lors du recensement de 2000, sa population s’élevait à 1 401 habitants.

## Source
- (en) Cet article est partiellement ou en totalité issu de l’article de Wikipédia en anglais intitulé « Louisa, Virginia » (voir la liste des auteurs).